# Bliss (imagine)
Bliss este numele imaginii care este fundalul implicit pentru sistemul de operare Microsoft Windows XP. În fotografie apare un deal verde cu cer albastru și niște nori albi în fundal. Imaginea a fost fotografiată de Charles O'Rear (n. 1941) în anul 1996 într-o zonă viticolă din Los Carneros, în comitatul Sonoma, California. În același an, Charles a trimis imaginea companiei Corbis, iar ulterior Microsoft a cumpărat drepturile de autor în 2000.

## Istoria

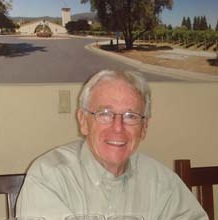
Charles O'Rear în 2007.

În ianuarie 1996, fostul fotograf National Geographic Charles O'Rear a plecat de la domiciliul său din St. Helena la partenera care mai târziu avea să devină soția sa, Daphne Irwin. Cei doi scriau o carte despre vinuri și aveau nevoie de niște imagini pe care să le introducă, din moment ce zona centrală din California este renumită pentru producția de vin. Mergând de-a lungul autostrăzii Sonoma, O'Rear a fost inspirat de un mic deal acoperit cu iarbă verde proaspăt crescută datorită ploilor frecvente care au avut loc în acea perioadă. Cu câțiva ani înainte, pe acest deal creșteau vii, eliminate la sfârșitul anilor 1990 după niște infestări cu filoxeră. O'Rear și-a luat apoi aparatul de fotografiat Mamiya RZ67 și a fotografiat dealul folosind filmul fotografic Velvia produs de Fujifilm, care este adesea recunoscut pentru capacitatea sa deosebită de a satura culorile. O'Rear a afirmat că dacă ar fi folosit filmul de 35 mm, fotografia nu ar fi avut același efect.

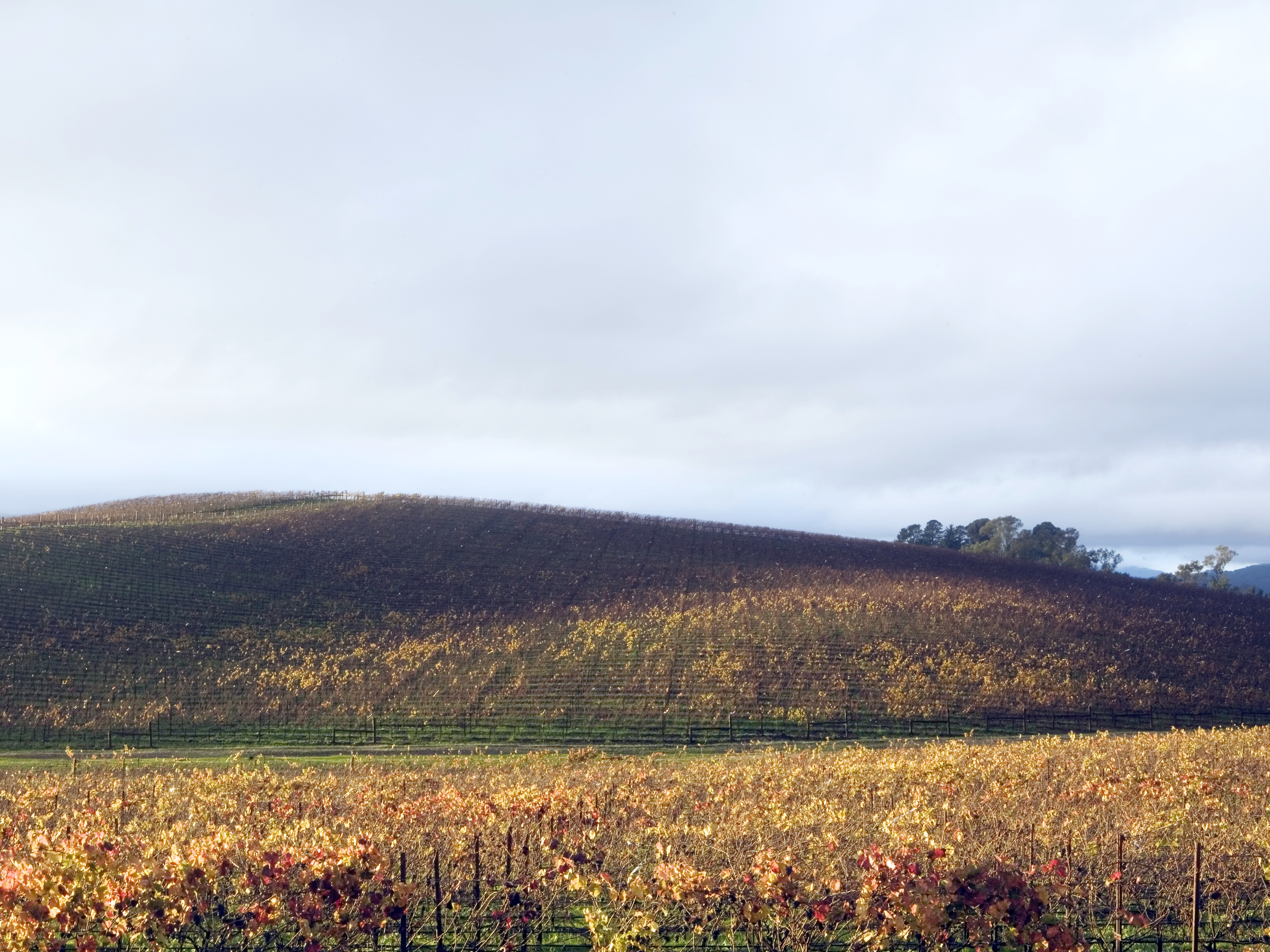
Același deal din imaginea Bliss fotografat în aproximativ aceeași poziție în noiembrie 2006. (Coordonate:)

Deoarece fotografia nu era relevantă pentru cartea pe care o scriau cei doi, O'Rear a decis să o pună la dispoziție ca fotografie stock prin intermediul companiei americane Corbis. Între anii 2000 și 2001, echipa de dezvoltare Windows XP l-a contactat pe O'Rear cu intenția nu numai de a cumpăra licența de a folosi imaginea ca fundal pentru Windows XP, ci și de a dobândi toate drepturile. Lui O'Rear i-a fost oferit ceea ce el numește ca fiind „a doua cea mai mare sumă făcută vreodată în lume pentru achiziționarea unei singure fotografii”; totuși, fotograful a semnat cu Microsoft un acord de nedivulgare, care nu îi permite să dezvăluie cifra exactă. O'Rear a acceptat contractul și era dispus să transporte filmul original către Microsoft, dar transportatorii de corespondență au refuzat expedierea deoarece valoarea fotografiei era mult mai mare decât ar fi acoperit asigurarea. Pentru a depăși acest lucru, Microsoft i-a plătit lui O'Rear un bilet de avion spre Seattle, unde fotograful livrat personal filmul companiei.
Microsoft a numit imaginea Bliss și a transformat-o într-o parte fundamentală a campaniei promoționale Windows XP. Compania a recunoscut că imaginea a fost tăiată ușor în stânga pentru a se adapta mai bine la desktop și că culoarea verde a ierbii a fost accentuată. O'Rear estimează că imaginea a fost văzută pe cel puțin un miliard de calculatoare. Fotograful mai păstrează o copie mică a fotografiei în casa lui.